# Rax-Schneeberggruppen
Rax-Schneeberggruppen är ett bergsområde i norra Karpaterna vid gränsen mellan de österrikiska förbundsländerna Steiermark och Niederösterreich. Den består av de 2000 m höga platåbergen Rax och Schneeberg som är delade genom den 1000 m djupa Höllendalen. Högsta topp är Klosterwappen (2076 m ö.h.) på Schneeberg. Den är likaledes Niederösterreichs högsta bergstopp.
Området utgör upptagningsområde för vattenledningen till Wien (Wiener Hochquellenwasserleitung). 